# COT: cognição, organização e transformação
COT- cognição, organização e transformação é uma inversão do TOC, portanto, é considerada uma condição mental que tem como característica o pensamento analítico, ou seja, a cognição, capaz de definir objetivos (organização) realizando-os de forma eficaz (transformação).
Uma pessoa com perfil COT é considerada organizada, objetiva e prática, muito importante nas empresas para cargos de liderança ou até mesmo para atuar como consultor, já que possuem habilidades de visão a longo prazo e agilidade com pequenos prazos de entregas.
Pessoas com esse tipo de perfil possuem características importantes para serem destacadas, sendo elas:
•	Objetividade e praticidade: realiza atividades de forma estruturada, levando em consideração as seguintes questões: como, quando, onde e por que.
•	Detalhamento: possui grande atenção aos detalhes, encontrando erros e pontos fortes rapidamente.
•	Capricho: possui insistência, portanto, busca pelo conhecimento de algo desconhecido.
•	Persistência: insistência nos seus projetos, até mesmo em meio às frustrações, porém, não se apega a projetos que sabe que não darão certo.
•	Sensatez emocional: pessoa humilde na vitória, e utiliza os erros como lição para si.
•	Senso crítico: é realista, possui visão lúcida dos fatos.
•	Liderança com responsabilidade: possui perfil de líder, auxilia e tira dúvidas dos colegas para resolver problemas.
Embora o COT e o TOC	possuem certas características semelhantes, como por exemplo, o perfeccionismo, o COT é voltado à transformação, ou seja, a insistência, a perfeição, exatidão, que tem como princípio, alcançar os objetivos traçados de forma positiva. Já o TOC é considerado desperdício, pois os vários rituais não levam a resultados, pelo contrário, tiram a energia da pessoa que poderia ser usada de forma diferente, trazendo conclusões positivas e utilizáveis.